# Décès en décembre 2001
Décès
- 1997
- 1998
- 1999
- 2000
- 2001
- 2002
- 2003
- 2004
- 2005

Pour une information complémentaire, voir la page d'aide.

| Date         | Nom                                             | Activités                                                                                         | Âge     | Source |
| ------------ | ----------------------------------------------- | ------------------------------------------------------------------------------------------------- | ------- | ------ |
| 1er décembre | Jean-Pierre Chabrol                             | écrivain français.                                                                                | 76      | (fr)   |
| 6 décembre   | Peter Blake                                     | navigateur néo-zélandais.                                                                         | 53      |        |
| 7 décembre   | Edgar Stoëbel, pseudonyme de Ichoua René Teboul | peintre français.                                                                                 | 91      |        |
| 10 décembre  | Mikhaïl Boudyko                                 | Climatologue, géophysicien et géographe russe.                                                    | 81      |        |
| 10 décembre  | Ashok Kumar                                     | acteur indien                                                                                     | 90      |        |
| 12 décembre  | Josef Bican                                     | Footballeur international autrichien et tchécoslovaque devenu entraîneur.                         | 88      |        |
| 12 décembre  | Lê Phổ                                          | peintre vietnamien                                                                                | 94      | (en)   |
| 12 décembre  | Jean Richard                                    | acteur et directeur de cirque français.                                                           | 80      | (fr)   |
| 13 décembre  | Chuck Schuldiner                                | guitariste, chanteur et compositeur américain.                                                    | 34      | (en)   |
| 13 décembre  | Gaston Sébire                                   | peintre et lithographe français                                                                   | 81      |        |
| 14 décembre  | Claude Santelli                                 | Réalisateur de télévision français.                                                               | 78 (fr) |        |
| 15 décembre  | Rufus Thomas                                    | chanteur de Blues et de Soul américain                                                            | 84      |        |
| 16 décembre  | Roy Brocksmith                                  | Acteur américain.                                                                                 | 56      | (en)   |
| 17 décembre  | Frédéric de Pasquale                            | Acteur français.                                                                                  | 70 (fr) |        |
| 18 décembre  | Gilbert Bécaud                                  | Chanteur, compositeur, pianiste et acteur français                                                | 74      | (fr)   |
| 18 décembre  | Alain Lagrue dit Urgal                          | peintre, dessinateur et archéologue français                                                      | 49      |        |
| 18 décembre  | Marcel Mule                                     | saxophoniste français.                                                                            | 100     | (fr)   |
| 18 décembre  | Tolomouch Okeev                                 | cinéaste soviétique d'ethnie kirghize.                                                            | 66      |        |
| 19 décembre  | Arkie Whiteley                                  | Actrice australienne.                                                                             | 37      | (en)   |
| 20 décembre  | Armando Fernández                               | footballeur espagnol                                                                              | 69      | (es)   |
| 20 décembre  | Jacques Mauclair                                | acteur et dramaturge français                                                                     | 82      | (fr)   |
| 20 décembre  | Édouard Righetti                                | graveur, dessinateur et peintre français.                                                         | 77      | (fr)   |
| 20 décembre  | Léopold Sédar Senghor                           | homme politique sénégalais et premier président de la République du Sénégal.                      | 95      |        |
| 22 décembre  | Jacques Mayol                                   | Plongeur apnéiste français.                                                                       | 74      | (fr)   |
| 22 décembre  | Pierre Théron                                   | Peintre, sculpteur, mosaïste, fresquiste et auteur de cartons de tapisseries d'Aubusson français. | 83      |        |
| 23 décembre  | Jan Kott                                        | Critique et théoricien du Théâtre polonais.                                                       | 87      |        |
| 24 décembre  | René Alpsteg                                    | Footballeur français.                                                                             | 81      | (fr)   |
| 26 décembre  | Lance Fuller                                    | Acteur américain.                                                                                 | 72      | (en)   |
| 26 décembre  | Nigel Hawthorne                                 | Acteur et producteur britannique.                                                                 | 72      | (en)   |
| 27 décembre  | André de Staercke                               | Homme politique belge.                                                                            | 88      |        |
| 28 décembre  | George Kalsakau                                 | Homme d'État vanuatais.                                                                           | 71      | (en)   |
| 29 décembre  | Florian Fricke                                  | Musicien allemand.                                                                                | 57      | (de)   |
| 31 décembre  | Eileen Heckart                                  | Actrice américaine.                                                                               | 82      | (en)   |
| 31 décembre  | Matthias Fuchs                                  | Acteur allemand.                                                                                  | 62      | (de)   |